# Joseph Schell
Pour les articles homonymes, voir Schell.
Joseph, Stephaan, Dieudonné, baron Schell, né le 20 juillet 1935 à Anvers et mort le 17 avril 2003  est un professeur belge.
Il est licencié en zoologie et docteur en microbiologie, université de Gand ; postdoctorat en génétique microbienne (Londres).

## Carrière académique
- 1967 NIH', Bethesda
- 1967 Albert Einstein of Medicine, New York
- 1967-1970 Professeur associé, UGent
- 1967-1988 Directeur du Laboratoire de Génétique Générale, UGent
- 1970-1978 Professeur ordinaire, UGent
- 1978-1995 Professeur extraordinaire, UGent
- 1978 Directeur du Département des Principes Génétiques de l'Amélioration des Plantes, Max-Planck-Institut Züchtungsforschung, Cologne
- 1980 Professeur honoraire, Université de Cologne
- 1985 Deutsche Akademie der Naturforscher Leopoldina, Halle
- 1985 National Academy of Sciences (États-Unis)
- 1987 Nordrhein-Westfälische Akademie der Wissenschaften, Düsseldorf
- 1988 Indian National Science Academy
- 1989 Academia Europaea, Londres
- 1989 Foreign Member of Royal Swedish Academy, Stockholm
- 1990 Koninklijke Academie voor Wetenschappen, Letteren en Schone Kunsten van Belgie, Bruxelles
- 1992 Professeur invité au Collège de France
- 1993 Academy of Arts and Sciences, Cambridge (États-Unis)
- 1993 Hungarian Academy of Sciences
- 1994-1998 Professeur titulaire de la chaire de Biologie moléculaire des plantes au Collège de France

## Distinctions
- 1979 Prix Francqui, Belgique
- 1985 Mendel-Medaille (Deutsche Akademie der Naturforscher Leopoldina)
- 1985 Otto Bayer-Preis (Otto Bayer-Stiftung)
- 1985 Prix Alexandre de Humboldt du Ministère de la Recherche et de la Technologie (France) et Alexander von Humboldt-Stiftung
- 1987 Rank-Prize for Nutrition (Rank Prize Funds, GB)
- 1987 et
- 1988 IBM Europe Science and Technology Prize
- 1990 Prix Wolf en Agriculture (Israël)
- 1990 Australian Prize (Australian Academy of Science)
- 1990 Prix Charles Leopold Mayer (Académie des Sciences, Paris)
- 1992 Hansen Gold Medal (Emil Christian Hansen Foundation, Copenhague)
- 1992 Feodor Lynen Lecture Medal (Miami Winter Symposium)
- 1992 Max-Planck-Forschungspreis
- 1992 Alexander von Humboldt-Stiftung (Max-Planck-Gesellschaft)
- 1992 Docteur honoris causa, Université Louis-Pasteur (Strasbourg)
- 1994 Docteur honoris causa, Hebrew University of Jerusalem
- 1995 Chemerda Lecturer PennState University, University Park (États-Unis)
- 1995 Médaille Wilhelm Exner, Vienne (Autriche)
- 1996 Nominated Honory Member of Gesellschaft für Pflanzenzüchtung e.V., Göttingen (Allemagne)
- 1996 Sir Hans Krebs Medal, Federation of European Biochemical Societies, Barcelone (Espagne)
- 1997 Doctor Philosophiae Honoris Causa, Tel Aviv University (Israël)
- 1997 Première Grande Médaille d'Or de l'Académie des Sciences, Paris (France)
- 1998 Japan Prize for Biotechnology in Agricultural Sciences (Science and Technology Foundation of Japan)
- 1998 Gulden Spoor in de pijler Wetenschap en bedrijfsevenementen, Comité 2002 Vlaanderen-Europa, Bruges (Belgique)

Officier de l'ordre de Léopold.
Élevé au rang de baron par le roi Albert II de Belgique en 1994. Sa devise est Sapientia et Perseverantia.